# José Sousa
Pour les articles homonymes, voir Sousa.
José Carlos Leite de Sousa est un footballeur portugais né le 9 octobre 1977 à São João da Madeira.

## Biographie
Formé au Benfica Lisbonne, il a joué un total de 159 matchs (4 buts) en 1re division portugaise.